# Catocala parvula
Catocala parvula är en fjärilsart som beskrevs av W.H. Edwards 1864. Catocala parvula ingår i släktet Catocala och familjen nattflyn. Inga underarter finns listade i Catalogue of Life.